# 梅多布魯克
梅多布魯克（英語：Meadowbrook）是位於美國加利福尼亞州河濱縣的一個人口普查指定地區。

## 地理
梅多布魯克的座標為33°43′03″N 117°17′06″W / 33.71750°N 117.28500°W，而該地最高點為海拔高度494米（即1621英尺）。

## 人口
根據2010年美國人口普查的數據，梅多布魯克的面積為17.757平方千米，當中陸地面積為0.060平方千米，而水域面積為3185平方千米。當地共有人口3185人，而人口密度為每平方千米179人。